# Гайко Ґіґлер
Гайко Ґіґлер (нім. Heiko Gigler, 17 червня 1996) — австрійський плавець.
Учасник Олімпійських Ігор 2020 року, де в попередніх запливах на дистанції 50 метрів вільним стилем посів 22-ге місце і не потрапив до півфіналів.